# British Academy Television Award de la meilleure série télévisée dramatique
Le British Academy Television Award de la meilleure série télévisée dramatique (British Academy Television Award for Best Drama Series) est une récompense de la télévision britannique décernée depuis 1992 par la British Academy of Film and Television Arts (BAFTA) lors de la cérémonie annuelle des British Academy Television Awards.

## Palmarès

### Années 1990
- 1992 : Inspecteur Morse (Inspector Morse)
  - Hercule Poirot (Agatha Christie's Poirot)
  - Casualty
  - Spender

- 1993 : Inspecteur Morse (Inspector Morse)
  - Between the Lines
  - Casualty
  - Jeeves and Wooster

- 1994 : Between the Lines
  - Casualty
  - Cracker
  - The Riff Raff Element

- 1995 : Cracker
  - The Bill
  - Common As Muck
  - Sharpe

- 1996 : Cracker
  - All Quiet on the Preston Front
  - Suspect numéro 1 (Prime Suspect)
  - Inspecteur Frost (A Touch of Frost)

- 1997 : EastEnders
  - Ballykissangel
  - Hamish Macbeth
  - La Vie en face (This Life)

- 1998 : Jonathan Creek
  - Common as Muck
  - La Part du diable (Touching Evil)
  - Wing and a Prayer

- 1999 : The Cops
  - Jonathan Creek
  - Playing the Field
  - Undercover Heart

### Années 2000
- 2000 : The Cops
  - Cold Feet : Amours et petits bonheurs (Cold Feet)
  - Playing the Field
  - Psychos

- 2001 : Clocking Off
  - The Cops
  - Fat Friends
  - The Sins

- 2002 : Cold Feet : Amours et petits bonheurs (Cold Feet)
  - At Home with the Braithwaites
  - Clocking Off
  - Tales from Pleasure Beach

- 2003 : MI-5 (Spooks)
  - Clocking Off
  - Cutting It
  - Teachers (en)

- 2004 : Buried
  - Clocking Off
  - Foyle's War
  - William et Mary (William and Mary)

- 2005 : Shameless
  - Bodies
  - Conviction
  - MI-5 (Spooks)

- 2006 : Doctor Who
  - Bodies
  - MI-5 (Spooks)
  - Shameless

- 2007 : The Street
  - Life on Mars
  - Shameless
  - Sugar Rush

- 2008 : The Street
  - Life on Mars
  - Rome
  - Skins

- 2009 : Les Enquêtes de l'inspecteur Wallander (Wallander)
  - Doctor Who
  - Shameless
  - MI-5 (Spooks)

### Années 2010
- 2010 : Misfits
  - Being Human : La Confrérie de l'étrange (Being Human)
  - MI-5 (Spooks)
  - The Street

- 2011 : Sherlock
  - Being Human : La Confrérie de l'étrange (Being Human)
  - Downton Abbey
  - Misfits

- 2012 : The Fades
  - MI-5 (Spooks)
  - Scott & Bailey
  - Misfits

- 2013 : Last Tango in Halifax
  - Silk
  - Scott & Bailey
  - Ripper Street

- 2014 : Broadchurch
  - Journal d'une ado hors norme (My Mad Fat Diary)
  - Top of the Lake
  - The Village

- 2015 : Happy Valley
  - Line of Duty
  - The Missing
  - Peaky Blinders

- 2016 : Wolf Hall
  - Panthers (The Last Panthers)
  - Humans
  - No Offence
- 2017 : Happy Valley
  - The Crown
  - La Folle Aventure des Durrell (The Durrells)
  - Guerre et Paix (War & Peace)